# Hoa hậu Hoàn vũ 1954
Hoa hậu Hoàn vũ 1954 cuộc thi Hoa hậu Hoàn vũ lần thứ ba được tổ chức tại Nhà hát Thính phòng Long Beach ở Long Beach, California, Hoa Kỳ vào ngày 24 tháng 7 năm 1954. Cuộc thi có tổng cộng 33 thí sinh tham gia với chiến thắng của Hoa hậu Mỹ. Hoa hậu Hoàn vũ 1953 Christiane Martel đến từ Pháp đã trao lại vương miện cho Miriam Stevenson, người đẹp nước chủ nhà.

## Kết quả

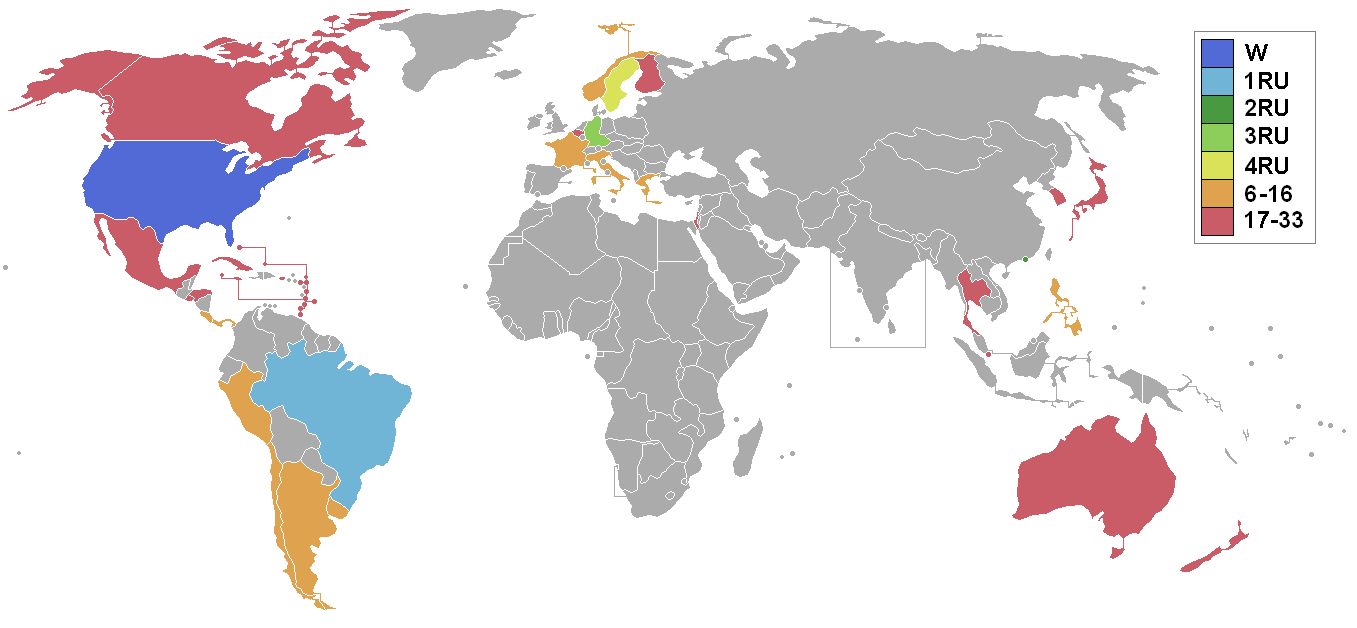
Các nước và vùng lãnh thổ tham gia Hoa hậu Hoàn Vũ 1954 và kết quả.

### Thứ hạng
| Kết quả              | Thí sinh |
| -------------------- | --- |
| Hoa hậu Hoàn vũ 1954 | - Hoa Kỳ – Miriam Stevenson |
| Á hậu 1              | - Brazil – Martha Rocha |
| Á hậu 2              | - Hồng Kông – Virginia Lee Wai-Chun |
| Á hậu 3              | - Đức – Regina Ernst |
| Á hậu 4              | - Thụy Điển – Ragnhild Olausson |
| Top 16               | - Argentina – Ivana Kislinger - Chile – Gloria Legisos - Costa Rica – Marian Esquivel - Pháp – Jacqueline Beer - Hy Lạp – Rika Dialina - Ý – Maria Paliani - Na Uy – Mona Stornes - Panama – Liliana Torre - Peru – Isabella León - Philippines – Blesilda Ocampo - Uruguay – Ana Moreno |

### Các giải thưởng đặc biệt
| Giải thưởng        | Thí sinh                |
| ------------------ | ----------------------- |
| Hoa hậu Thân thiện | - Hy Lạp – Rika Dialina |
| Hoa hậu Diễu hành  | - Brazil – Martha Rocha |

## Thí sinh tham gia

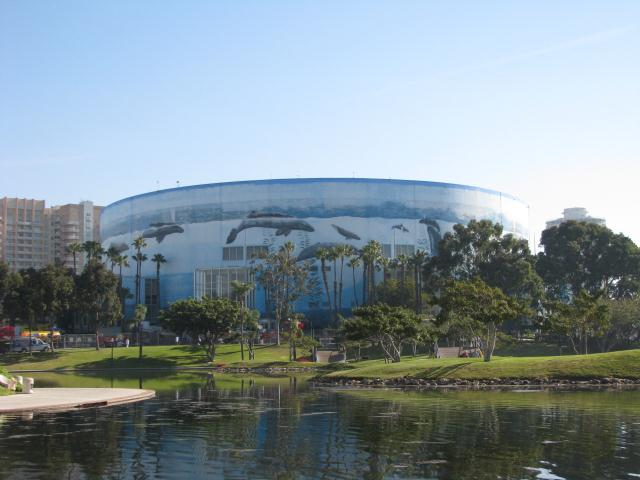
Nhà hát Thính phòng Long Beach, địa điểm chính thức diễn ra cuộc thi Hoa hậu Hoàn vũ 1954.

Cuộc thi có tổng cộng 33 thí sinh tham gia:
| Quốc gia/Lãnh thổ | Thí sinh                       |
| ----------------- | ------------------------------ |
| Alaska            | Charlein Lander                |
| Argentina         | Ivana Olga Kislinger           |
| Úc                | Shirley Bliss                  |
| Bỉ                | Christiane Darnay Neckaerts    |
| Brazil            | Maria Martha Hacker Rocha      |
| Canada            | Joyce Mary Landry              |
| Chile             | Gloria Legisos Mesina          |
| Costa Rica        | Marian Esquivel McKeown        |
| Cuba              | Isis Margarita Finlay García   |
| El Salvador       | Myrna Ros Orozco               |
| Phần Lan          | Lenita Airisto                 |
| Pháp              | Jacqueline Beer                |
| Đức               | Regina Ernst                   |
| Hy Lạp            | Rika Diallina                  |
| Honduras          | Lilliam Padilla                |
| Hồng Kông         | Virginia Lee Wai-Chun          |
| Israel            | Aviva Pe'er                    |
| Ý                 | Maria Teresa Paliani           |
| Nhật Bản          | Mieko Kondo                    |
| Hàn Quốc          | Kae Sun-hae                    |
| Mexico            | Elvira Castillo Olivera        |
| New Zealand       | Moananui Akiwa Manley          |
| Na Uy             | Mona Stornes                   |
| Panama            | Liliana Torre                  |
| Peru              | Isabella León Velarde Dancuart |
| Philippines       | Blesilda Mueler Ocampo †       |
| Puerto Rico       | Lucy Santiago                  |
| Singapore         | Marjorie Wee                   |
| Thụy Điển         | Ragnhild Olausson              |
| Thái Lan          | Amara Asavananda               |
| Uruguay           | Ada Alicia Ibáñez Amengual     |
| Hoa Kỳ            | Miriam Stevenson               |
| Tây Ấn            | Evelyn Laura Andrade           |

## Chú ý

### Lần đầu tham gia
- Argentina
- Brazil
- Costa Rica
- El Salvador
- Honduras
- Hàn Quốc
- New Zealand
- Singapore
- Thái Lan
- Tây Ấn

### Trở lại
- Lần cuối tham gia vào năm 1952:
  -  Chile
  -  Cuba
  -  Hồng Kông
  -  Israel

### Bỏ cuộc
- Áo
- Đan Mạch
- Nam Phi
- Thụy Sĩ
- Thổ Nhĩ Kỳ
- Venezuela

### Không tham gia
- Hawaii – Kapiolani Miller